# Świnna Poręba
Świnna Poręba is een dorp in de Poolse woiwodschap Klein-Polen. De plaats maakt deel uit van de gemeente Mucharz.